# I Was a Teenage Anarchist
"I Was a Teenage Anarchist" is een single van de Amerikaanse punkband Against Me! en is de eerste single van het album White Crosses uit 2010. De single werd uitgegeven als een muziekdownload met vier nummers via verschillende online muziekwinkels op 6 april 2010. Het werd als 7" vinyl uitgegeven op 17 april 2010, waar ook een akoestische versie van het nummer op staat.

## Nummers

### Downloadversie
1. "I Was a Teenage Anarchist" - 3:13
2. "Rapid Decompression" - 1:43
3. "One by One" - 3:32
4. "Bitter Divisions" - 4:01

### Vinylversie
Kant A
1. "I Was a Teenage Anarchist"  	3:13

Kant B
1. "I Was a Teenage Anarchist" (akoestisch) - 3:36

## Band
- Laura Jane Grace - gitaar, zang
- James Bowman - gitaar, achtergrondzang
- Andrew Seward - basgitaar, achtergrondzang
- George Rebelo - drums